# Bayraklı
Bayraklı est le nom moderne du site de l'antique Smyrne, aujourd'hui au nord d'İzmir, ville de Turquie.
Bayraklı est un important site archéologique datant de l'époque archaïque, mais détruit par le roi lydien Alyatte. Le site formait une presqu'île mais il est aujourd'hui entouré de constructions bâties sur des alluvions.
Des fouilles à Bayraklı ont révélé la présence d'un temple autrefois dédié à la déesse Athéna, datant probablement du VIIe siècle av. J.-C. Le site est fouillé par une équipe de l'Université Ege (Izmir), dirigée par Meral Akurgal.